# 杜挺
杜挺（1926年—），男，浙江东阳人，中国冶金物理化学家，曾任钢铁研究总院高级工程师、博士生导师。